# Извоареле (Горж)
Извоареле (рум. Izvoarele) насеље је у Румунији у округу Горж у општини Плопшору. Oпштина се налази на надморској висини од 137 m.

## Становништво
Према подацима из 2002. године у насељу је живело 732 становника, од којих су сви румунске националности.